# 고영성
고영성은 대한민국의 작가이자 '체인지 그라운드'의 대표이다. 독서 전문가, 인문·사회과학 전문 작가. 심리학, 뇌과학, 행동경제학 등을 중심으로 인간의 마음과 행동, 그리고 인간이 만든 시스템에 대한 책을 집필하고 있다.

## 학력
- 성균관대 철학과 중퇴

## 저서
- 《경제를 읽는 기술 HIT》
- 《지금 당장 경제기사 공부하라》
- 《누구나 처음엔 걷지도 못했다》
- 《고영성의 뒤죽박죽 경영상식》
- 《명저 비즈니스에 답하다》
- 《부모공부》
- 《우리아이 명시낭독》
- 《우리아이 낭독혁명》
- 《어떻게 읽을 것인가》
- 《완벽한 공부법》 (신영준 공저)
- 《일취월장》 (신영준 공저)
- 《뼈 있는 아무 말 대잔치》 (신영준 공저)
- 《폴라리스 Polaris》 (신영준 공저)

## 사회 공헌(기부 등) 활동
2018년 XX 유소년지원 1000만원 (신영준 박사와 함께)
2019년 XX 유소년지원 1억 (신영준 박사와 함께)

## 같이 보기
- 신영준 (작가)